# マイク・キッカム
- マイケル・キックハム

マイケル・ジョゼフ・キッカム（Michael Joseph Kickham, 1988年12月12日 - ）は、 アメリカ合衆国ミズーリ州スプリングフィールド出身のプロ野球選手（投手）。左投左打。アメリカ独立リーグ・アトランティックリーグのヘイガーズタウン・フライングボックスカーズ所属。
メディアによってはマイケル・キックハムと表記される場合もある。

## 経歴

### プロ入りとジャイアンツ時代
2010年のMLBドラフト6巡目（全体198位）でサンフランシスコ・ジャイアンツから指名され、8月12日に契約した。契約後、傘下のルーキー級アリゾナリーグ・ジャイアンツでプロデビュー。3試合に登板して防御率11.57、3奪三振を記録した。
2011年はA級オーガスタ・グリーンジャケッツでプレーし、21試合に先発登板して5勝10敗、防御率4.11、103奪三振を記録した。
2012年はAA級リッチモンド・フライングスクウォーレルズでプレーし、28試合（先発27試合）に登板して11勝10敗、防御率3.05、137奪三振を記録した。
2013年はAAA級フレズノ・グリズリーズで開幕を迎え、5月28日にジャイアンツとメジャー契約を結んでアクティブ・ロースター入りした。同日のオークランド・アスレチックス戦で先発起用されメジャーデビュー。2回裏にデレク・ノリスから本塁打を打たれるなど、2.1回を4安打4失点と結果を残せず、メジャー初黒星を喫した。5月29日にAAA級フレズノへ降格した。1ヶ月後の6月24日にメジャーへ昇格。昇格後は2試合連続で負け投手となり、4度目の登板となった7月5日のロサンゼルス・ドジャース戦からリリーフへ転向した。7月7日にAAA級フレズノへ降格したが、7月9日に再昇格。7月10日のニューヨーク・メッツ戦では5.1回を5安打4失点と抑えられず、試合後にAAA級フレズノへ降格した。8月20日に再昇格し、8月21日のボストン・レッドソックス戦に登板したが、4回を5安打6失点と再び結果を残せず、8月22日にAAA級フレズノへ降格した。8月23日にメジャーへ再昇格した。この年メジャーでは12試合（先発3試合）に登板して0勝3敗、防御率10.16、29奪三振を記録した。
2014年3月12日にAAA級フレズノへ配属され、開幕を迎えたが、この年メジャーでは2試合の登板にとどまった。

### ジャイアンツ退団後
2014年12月23日にウェイバー公示を経てシカゴ・カブスへ移籍した。
2015年1月9日にDFAとなり、1月14日にラース・ハイヤーとのトレードで、シアトル・マリナーズへ移籍した。開幕は傘下のAAA級タコマ・レイニアーズで迎え、5月4日にDFAとなった。翌5日にウェイバー公示を経てテキサス・レンジャーズへ移籍し、同日中に傘下のAAA級ラウンドロック・エクスプレスへ異動した。6月11日に自由契約となり、7月24日に独立リーグであるアトランティックリーグのブリッジポート・ブルーフィッシュと契約したが、試合出場なく28日に退団する。
2016年1月8日にプロ入り時の古巣のジャイアンツとマイナー契約を結んだ。開幕からAA級リッチモンドでプレーし、6試合に登板して0勝1敗、防御率6.75の成績で5月20日に自由契約となった。その後、6月26日に独立リーグであるアメリカン・アソシエーションのカンザスシティ・ティーボーンズと契約。

### マーリンズ傘下時代
2017年3月19日にマイアミ・マーリンズとマイナー契約を結んだ。この年は傘下のAA級ジャクソンビル・ジャンボシュリンプとAAA級ニューオーリンズ・ベビーケークスでプレーし、2球団合計で27試合（先発25試合）に登板して8勝10敗、防御率3.65、119奪三振を記録した。オフの11月6日にFAとなったが、2018年1月4日にマイナー契約で再契約した。
2018年はルーキー級ガルフ・コーストリーグ・マーリンズ、AA級ジャクソンビル、AAA級ニューオーリンズでプレーし、3球団合計で20試合（先発3試合）に登板して1勝1敗1セーブ、防御率3.64、38奪三振を記録した。オフの11月2日にFAとなったが、12月3日にマイナー契約で再契約した。
2019年はAAA級ニューオーリンズでプレーし、24試合（先発22試合）に登板して5勝5敗、防御率3.84、84奪三振を記録した。オフの11月4日にFAとなった。

### レッドソックス時代
2019年12月20日にレッドソックスとマイナー契約を結び、2020年のスプリングトレーニングに招待選手として参加することになった。
2020年8月31日にメジャー契約を結んでアクティブ・ロースター入りした。9月2日のアトランタ・ブレーブス戦で6年ぶりのメジャー復帰登板を果たした。10月26日にマイナー契約となり、同日に自由契約となった。

### ドジャース時代
2021年1月8日にドジャースとマイナー契約を結び、スプリングトレーニングに招待選手として参加することになった。5月2日にメジャー契約を結んでアクティブ・ロースター入りした。早速同日のミルウォーキー・ブルワーズ戦で登板するも2イニングで3失点を喫し、翌日の5月3日にDFA、5日にマイナー契約で傘下のAAA級オクラホマシティ・ドジャースへ配属された。オフの10月15日にFAとなった。

### メキシカンリーグ時代
2022年2月18日にメキシカンリーグのラグナ・ユニオン・コットンファーマーズと契約を結んだが、リーグ開幕前の4月15日に退団した。4月27日に同リーグのグアダラハラ・マリアッチスと契約した。2試合（2.1イニング）に登板したが、被安打6、自責点5、防御率19.29と結果を残せず、5月2日に自由契約となった。

### 独立リーグ時代
2023年3月13日にフロンティアリーグのフローレンス・ヨールズと契約した。7試合に先発登板したが、0勝2敗、防御率9.12という成績に終わり、6月20日に自由契約となった。6月25日にアトランティックリーグのレキシントン・カウンター・クロックスと契約した。ここでも1勝7敗、防御率7.08という成績に終わり、2024年2月27日に自由契約となった。
2024年3月14日にアトランティックリーグのヘイガーズタウン・フライングボックスカーズと契約した。

## 詳細情報

### 年度別投手成績
| 年 度    | 球 団    | 登 板 | 先 発 | 完 投 | 完 封 | 無 四 球 | 勝 利 | 敗 戦 | セ 丨 ブ | ホ 丨 ル ド | 勝 率 | 打 者 | 投 球 回 | 被 安 打 | 被 本 塁 打 | 与 四 球 | 敬 遠 | 与 死 球 | 奪 三 振 | 暴 投 | ボ 丨 ク | 失 点 | 自 責 点 | 防 御 率 | W H I P |
| -------- | -------- | ----- | ----- | ----- | ----- | -------- | ----- | ----- | -------- | ----------- | ----- | ----- | -------- | -------- | ----------- | -------- | ----- | -------- | -------- | ----- | -------- | ----- | -------- | -------- | ------- |
| 2013     | SF       | 12    | 3     | 0     | 0     | 0        | 0     | 3     | 0        | 0           | .000  | 144   | 28.1     | 46       | 8           | 10       | 2     | 0        | 29       | 2     | 0        | 34    | 32       | 10.16    | 1.97    |
| 2014     | SF       | 2     | 0     | 0     | 0     | 0        | 0     | 0     | 0        | 0           | ----  | 16    | 2.0      | 8        | 1           | 1        | 0     | 0        | 1        | 0     | 0        | 5     | 5        | 22.50    | 4.50    |
| 2020     | BOS      | 6     | 2     | 0     | 0     | 0        | 1     | 4     | 0        | 0           | .200  | 70    | 14.0     | 21       | 6           | 5        | 1     | 2        | 17       | 0     | 0        | 12    | 12       | 7.71     | 1.86    |
| 2021     | LAD      | 1     | 0     | 0     | 0     | 0        | 0     | 0     | 0        | 0           | ----  | 12    | 2.0      | 5        | 1           | 1        | 0     | 1        | 2        | 0     | 0        | 3     | 3        | 13.50    | 3.00    |
| MLB：4年 | MLB：4年 | 21    | 5     | 0     | 0     | 0        | 1     | 7     | 0        | 0           | .200  | 242   | 46.1     | 80       | 16          | 17       | 3     | 3        | 49       | 2     | 0        | 54    | 52       | 10.10    | 2.09    |

- 2021年度シーズン終了時

### 背番号
- 59（2013年 - 2014年、2021年）
- 74（2020年）